# معركة سيدي عبد الجليل
معركة سيدي عبد الجليل أو معركة جنزور أو كما يعرفها الإيطاليون باسم معركة زنزور (بالإيطالية: La battaglia di Zanzur)‏، هي معركة وقعت في جنزور في عام 1912 في اليوم الثامن من يونيو، وقعت المعركة بين الإيطاليون والعثمانيون والمقاومة الليبية، وتعتبر هذة المعركة من المعارك الكبري في المراحل الأولى من الإستعمار الإيطالي.

## الأحداث
ظلت القوات الإيطالية، بعد نزولها بمدينة طرابلس، واصطدامها بالمقاومة الوطنية، في سلسلة معارك التي جرت بضواحيها حينداك ( الهاني - سيدي المصري - أبي مليانة - شارع الشط - عين زارة)، ترابط داخل تلك الدائرة الضيقة، ولم تستطع أن تحقق مخططاتها في التوسع السريع الذي كان من المخططات الرئيسية للعمل الحربي، ولم تكن القوات الإيطالية قد وضعت في تقديرها بأن تواجه مقاومة عنيفة، أشعرتهم باستحالة تنفيد المشروعات التوسعية بالسرعة التي كان يتوقعها، عند بداية الحملة. وقد اضطرته هذة المقاومة إلى أن يعطل كثيراً من العمليات التي كان ينوي القيام بها، على السواحل الليبية، مثل النزول بزوارة وغيرها من الأماكن.
فاحتاج الأمر، إلى مضى أكثر من تسعة أشهرعلى النزول، حتى تحاول القوات الإيطالية الخروج من ذلك النطاق الضيق أو تستعد لعمليات حربية، لتهدف إلى توسيع دائرة الأرض المحتلة، والسيطرة مبدئياً على الشريط الساحلي الغربي، من زوارة إلى طرابلس، وبدأت في تنفيد هذة الخطة، باحتلال فروة وأبو كماش، في محاولة للزحف على زوارة، ومنها إلى بقية البلدان الغربية المجاورة وفي نطاق هذة الخطة أعدت قوة كبيرة للهجوم على مواقع وطنية بجنزور، بحيث يتم الزحف على القوة المرابطة في المنطقة الغربية. من الجهتين، وبحيث تواجه حرباً على جبهتين يكون من شأنها أن تستنزف قواها وتشتت مجهودها وتمكن القوات الإيطالية منها في سهولة ويسر.
وقد أخذت القوات الإيطالية تعد للحملة على جنزور منذ بداية يونيو (1912) وكانت ترى أن الوقت قد حان، لضرب القوى الوطنية المتجمعة في المنطقة والتي كان يشكل وجودها وانتشارها حول المدينة خطراً متزايداً على المواقع الإيطالية، خاصة بعد تردد نبأ الإصرار على إستردادها من الإيطاليين، وكانت القوات الإيطالية تري إن هذة المحلات تطوق المدينة ولا تسمح لهم بحرية الحركة وقد رابطت هذه المحلات طبقاً لتقارير المخابرات الإيطالية على النحو التالي:
- جنزور ( 2500 إلى 3000 مسلح )
- سواني بن آدم ( من 4000 إلى 5000 مسلح )
- فندق بن غشير وبئر طبراز ( من 4000 إلى 5000 مسلح )
- الجفارة (وادي الرملة) ( 600 مسلح )

والمرابطة بهذه الطريقة، تتمشى مع التكتيك الحربي الذي ألتزمه المجاهدون في حروبهم، وهو يقوم على استخدام قوات قليلة في المواجهة، والعمل ببقية القوات الكبيرة، ضد المؤخرة والأجنحة.
وكانت الخنادق التي أقيمت في جنزور للمواجهة الأمامية، محصنة تحصيناً تاماً، وتقول التقارير الرسمية الإيطالية (إن هجوماً أمامياً، ضذ هذه الخنادق القوية، من شأنه أن يكلف - بوضوح - خسائر فادحة جداً) أم القوات المرابطة في سواني بني أدم، فقد أسندت إليها مهمة التدخل، لضرب الجناح الأيسر الإيطالي، كما تتولى المؤخرة، بقية القوات المرابطة في فندق بن غشير، وسواني أبي غمجة.
واستعدت القوات الإيطالية بدورها لمواجهة هذه الاحتمالات وكانت تخشى احتمالات الهجوم على مدينة طرابلس، أثناء انشغال القوة الإيطالية بالعمل الحربي في جبهة جنزور فوضع قوات احتياطية في قرقارش لدعم المؤخرة ومواجهة تدخل المجاهدين المرابطين في سواني بني أدم وقوة أخرى في أبي مليانة، لمواجهة القوة المرابطة في فندق بن غشير وبئر طبراز مع مظاهرة القوة الأولى عند اللزوم.
وكان الهدف الرئيسي للهجوم الإيطالي الإستيلاء على المواقع التي كانت بيد المجاهدين، واحتلال مرتفع (سيدي عبد الجليل) الذي يسيطر على بلدة جنزور . وتقرر أن يتم الهجوم بفرقتين كبيرتين، واحدة تسير بمحاذاة الشاطيء، وتساندها السفن والمدفعية البحرية وتنحصر مهمتها في احتلال مرتفع سيدي عبد الجليل. أما الثانية فتتوغل أكثر إلى الداخل، وفي خط مواز للأولى، مع شيء من التأخر لحماية الجناح الأيسر.
وقد بدأ الإستعمار الإيطالي هذه المعركة منذ يوم 7 يونيو بتحريك القوات وإعدادها، وتهيئة الخدمات الضرورية، وحشد كافة الإمكانيات في منطقة قرقارش، وربط خط حديدي بينها وبين مدينة طرابلس، لنقل الجرحى، كما أعد اسطول من المراكب لنقل المؤن إلى مرسى جنزور حال سقوطها في أيدي الإيطاليين. واسندت مهمة الهجوم المباشر إلى الفرقة الأولى بقيادة الجنرال (كاميرانا) ووضعت تحت تصرفه بالإضافة إلى القوات الاحتياطية، السفن الحربية التاليـة ( مدينة سيراكوزة ) ( كارل البرت ) ( أرديا ) التي كان عليها أن تدعم بمدفعيتها زحف هذه القوات، نحو سيدي عبد الجليل.
وفي الساعة الرابعة من يوم 8 يونيو 1912 بدأت القوات الإيطالية في الزحف، وفي الساعة 4.40 فتح المجاهدون النار، على القوة الزاحفة، وبدأت المعركة التي استمرت عنيفة حامية الوطيس، تتخللها فترات من الانقطاع البسيط. حتى الساعة الرابعة مساء وتركزت المرحلة الأولى من المعركة حول منطقة (سيدي عبد الجليل) وأبدى المجاهدون مقاومة شديدة في سبيل الاحتفاظ بها، وعدم سقوطها في أيدي الأعداء، إلا أن تدخل السفن الحربية، وقصفها العنيف لمواقع المجاهدين، وتغطيتها لزحف القوة المعادية، مكنها في النهاية من السيطرة على هذا الموقع، واحتلال مرتفع سيدي عبد الجليل، وأستمر الدفاع قوياً عنيفاً في المواقع الأخرى غربي وجنوبي الموقع المحتل، وتمكن المجاهدون من عزل بعض الوحدات الإيطالية والفتك بها.
أما المرحلة الثانية من المعركة، فقد جرت قرب منطقة قرقارش ضد القوات الاحتياطية، ونشبت هذه المعركة التي تعتبر جزءاً مكملاً للمعركة الأولى، ولأحداث هذا اليوم المشهود، حين تحركت قوات المجاهدين عند الساعة الخامسة والنصف من فندق الطوغار، نحو أرض المعركة مسلطة هجومها على ميسرة القوة الاحتياطية الإيطالية، في محاولة للتطويق، وضرب المؤخرة الإيطالية، ولم يستطع الجيش الإيطالي، الاستفادة من تغطية المدفعية المنصوبة بقرقارش، وقد سيطر المجاهدون على المواقع المرتفعة الممتازة في أرض المعركة، مما دفع القائد العام الإيطالي، إلى إصدار أمره إلى هذه القوة، بالانسحاب والتراجع إلى قرقارش.

يقول الجنرال (فروجوني) في تقريره عن هذه المعركة: 
واضطرت القوة الإيطالية - وهذه هي المرحلة الثالثة من المعركة - إلى تحريك قواتها في أبي مليانة، لمهاجمة الجناح الأيمن، من القوة السابقة للمجاهدين، المشتبكة مع الإيطاليين في قرقارش، وبذلك استطاعت أن تخفف شيئا من الضغط على قواتها وتساعدها في الانسحاب إلى مواقعها، وقد اندفع المجاهدون إلى ملاحقتها، حتى مواقع رمي المدفعية الإيطالية ولم تسلم ميسرة القوة الإيطالية، المحركة من أبي مليانة، من التعرض للهجوم المستمر إلا أن ضعف القوة الموجودة في هذه المنطقة، حال دون النجاح في عمليات الالتفاف والتطويق.